# یواس‌اس جرونیمو (ای‌تی‌ای-۲۰۷)
یواس‌اس جرونیمو (ای‌تی‌ای-۲۰۷) (به انگلیسی: USS Geronimo (ATA-207)) یک کشتی است که طول آن ۱۴۳ فوت (۴۴ متر) می‌باشد. این کشتی در سال ۱۹۴۴ ساخته شد.